# Paiol
Paiol (Payol) ist eine osttimoresische Aldeia. Sie liegt im Norden des Sucos Lahane Ocidental (Verwaltungsamt Vera Cruz, Gemeinde Dili). In Paiol leben 617 Menschen (2015). Der Name „Paiol“ (portugiesisch für Scheune oder Speicher) leitet sich von einem kleinen Lagerhaus aus der Kolonialzeit ab, dessen Mauern noch stehen.

## Lage und Einrichtungen
Paiol grenzt im Süden an die Aldeia Bedois, im Osten mit der Rua de Bedois Ai-Na Laran an die Aldeia Care Laran und im Nordosten mit der Rua Dom José Ribeiro an die Aldeia Teca Hudi Laran. Im Norden liegt der Suco Mascarenhas.
In Paiol befindet sich die Grundschule Payol.